# Michael Scheurer
Michael Scheurer (* 14. Februar 1975 in Speyer) ist ein ehemaliger deutscher Bahnradsportler. 
Michael Scheurer begann seine Radsport-Laufbahn beim ARC Pfeil Haßloch und trainierte auf der vereinseigenen Radrennbahn. 1992 wurde er Dritter im Zeitfahren bei den UCI-Bahn-Weltmeisterschaften der Junioren in Athen. Im Jahr darauf errang er in Perth zwei weitere Weltmeistertitel als Junior, im Zeitfahren und im Sprint. 1994 wurde er deutscher Meister der Elite im Zeitfahren und Dritter im Keirin. 1996 belegte er mit der Mannschaft des Landesverbandes Brandenburg den zweiten Platz bei nationalen Bahnmeisterschaften im Teamsprint, gemeinsam mit René Hohn und Matthias Schulze. 1997 wurde er nochmals bei deutschen Bahnmeisterschaften Dritter im Keirin. 1998 wurde er ein zweites Mal deutscher Meister, im Teamsprint, gemeinsam mit Jens Fiedler und Jan van Eijden; im Keirin belegte er Platz drei.
Nach seinem Rücktritt vom Leistungsradsport auf der Bahn bestritt Scheurer Straßenrennen für den ARC Pfeil Haßloch.
1992 und 1993 wurde Michael Scheurer Sportler des Jahres des  Rhein-Pfalz-Kreises.